# Лузутромбопаг
Лузутромбопаг (англ. Lusutrombopag), який продається під торговою маркою «Мулплета» — препарат, розроблений для лікування певних станів, що призводять до тромбоцитопенії, зокрема тромбоцитопенії, пов'язаної з хронічними захворюваннями печінки, у пацієнтів перед плановими інвазивними процедурами. Препарат виробляється у Філадельфії в штаті Пенсільванія, та продається в Японії компанією «Shionogi». Лузутромбопаг був схвалений FDA в липні 2018 року, та Національним інститутом здоров'я і досконалості допомоги у січні 2020 року. Препарат був схвалений для медичного використання в Європейському Союзі в лютому 2019 року.